# Kofi Abrefa Busia
Pour les articles homonymes, voir Busia (homonymie).
Kofi Abrefa Busia (11 juillet 1913 - 28 août 1978) est un homme politique et universitaire ghanéen qui a été Premier ministre du Ghana de 1969 à 1972. En tant que leader nationaliste et Premier ministre, il a aidé à rétablir un gouvernement civil dans le pays après le régime militaire.

## Biographie

### Jeunesse
Busia est né prince dans le royaume de Wenchi, dans la région de Brong Ahafo, l'un des quatre territoires de la Gold Coast, alors sous domination britannique et maintenant appelé Ghana.

### Éducation
Il a fait ses études à l'école méthodiste de Wenchi, à la Mfantsipim School (en) de Cape Coast, puis au Wesley College de Kumasi de 1931 à 1932. Plus tard, il est devenu professeur à l'Achimota School et au Wesley College. Il a obtenu son premier diplôme avec distinction en histoire médiévale et moderne de l'université de Londres, par correspondance pendant cette période. Il a ensuite poursuivi ses études à l'University College d'Oxford, où il a été le premier étudiant africain du collège. Il est revenu en Côte-de-l'Or en 1942. Il a obtenu un BA (Hons) en philosophie, politique et économie (1941, un MA 1946) et un doctorat en anthropologie sociale en 1947 au Nuffield College, à Oxford, avec une thèse intitulée « The position of the chief in the modern political system of Ashanti: a study of the influence of contemporary social changes on Ashanti political institutions ».

### Carrière
Il a été commissaire de district de 1942 à 1949 et a été nommé premier maître de conférences en études africaines. Il est devenu le premier Africain à occuper une chaire au University College of the Gold Coast (maintenant l'université du Ghana). En 1951, il a été élu par la Confédération Ashanti au Conseil législatif. En 1952, il était le chef du Parti du Congrès du Ghana (en) qui a ensuite fusionné avec les autres partis d'opposition pour former le Parti uni (en) (UP).
Sa vie en tant que chef de l'opposition contre Kwame Nkrumah est menacée, et il a fui le pays. En 1959, Busia est devenu professeur de sociologie et de culture de l'Afrique à l'université de Leyde près de La Haye, aux Pays-Bas. De 1962 à 1969, il a été membre du St Antony's College d'Oxford.
Il est retourné au Ghana en mars 1966 après que le gouvernement de Nkrumah a été renversé par l'armée et il siège au Conseil de libération nationale du général Joseph Ankrah, chef d'État militaire. Il a été nommé président du comité consultatif national du NLC. En 1967-1968, il a été président du Center for Civic Education. Il a profité de cette occasion pour se présenter comme le prochain leader. Il était également membre du Comité de révision constitutionnelle. Lorsque le NLC a levé l'interdiction de la politique, Busia, avec des amis du défunt Parti Uni, il a formé le Parti du progrès (PP).
En 1969, le PP a remporté les élections législatives avec 104 des 105 sièges en jeu. Cela lui a ouvert la voie pour devenir le prochain Premier ministre. Busia a poursuivi la position anti-Nkruma du NLC et a adopté un système économique libéral. Il y a eu une déportation massive d'un demi-million de Nigérians du Ghana et une dévaluation de 44% du cedi en 1971, qui a rencontré beaucoup de résistance de la part du public.
Alors qu'il se trouvait en Grande-Bretagne pour un examen médical, l'armée dirigée par le colonel Ignatius Kutu Acheampong a renversé son gouvernement le 13 janvier 1972. Busia est resté en exil en Angleterre et est retourné à l'université d'Oxford, où il est mort d'une crise cardiaque en août 1978.
Avec J. B. Danquah et Simon Diedong Dombo (en), le nom de Busia est associé à la droite politique du Ghana. Le Nouveau Parti patriotique a revendiqué le manteau Danquah-Busia-Dombo dans la Quatrième République.

## Publications
- The Position of the Chief in the Modern Political System of Ashanti. Londres, 1951 (thèse Oxford)
- The Sociology and Culture of Africa. Leiden, 1960
- The Challenge of Africa. New York, 1962
- Purposeful Education for Africa. La Haye, 1964
- Urban Churches in Britain. Londres, 1966
- Africa in Search of Democracy. Londres, 1967